# Монсанто (траса)
Траса Монсанто (порт. Circuito de Monsanto) — колишня траса для перегонів, що розташовувалась у лісопарку Монсанто, поблизу Лісабона, Португалія. В 1959 році траса приймала Гран-прі Португалії, що входив до чемпіонату світу Формули-1.

## Історія
Першою гонкою в лісопарку Монсанто став підйом на гору в 1910 році на ділянці Estrada de Pimenteira завдовжки 1,506 км. Незважаючи на те, що цю подію відвідало понад 30 000 глядачів, її повторно провели лише двічі — у 1913 та 1922 роках. Вулична траса для перегонів Serra de Monsanto, з максимальною довжиною 5,633 км використовувалась з 1953 по 1959 рік, і вона також включала ділянку автостради Лісабон-Кашкайш. Розташована в лісопарку траса вважалася вимогливою до гонщиків, оскільки вона перетинала дуже багато різних типів поверхонь, включаючи трамвайні колії. 
В 1954 та 1957 роках на трасі проводилось Гран-прі Португалії для спортивних автомобілів, перемогу в яких здобули Хосе Фройлан Гонсалес та Хуан-Мануель Фанхіо відповідно. У 1959 році траса прийняла своє перше та останнє Гран-прі Формули-1. Переможцем гонки став Стірлінг Мосс, який також встановив найшвидший час кола. Гонка завершилась в сутінковий час, оскільки її розпочали пізніше, щоб уникнути інтенсивного літнього сонця.
З 1961 року маршрут було скорочено, щоб уникнути закриття ділянки автомагістралі, яка використовувалась під час попередніх перегонів. Скорочений варіант траси був відомий під назвою Circuito de Montes Claros. Останні перегони на трасі відбулися в 1971 році.
У 1980 році ходили чутки про відновлення траси для проведення Гран-прі Португалії 1982 року.